# Quartier de Rochechouart
Le quartier de Rochechouart est le 36e quartier administratif de Paris situé dans le 9e arrondissement.

## Histoire
Le quartier porte le nom d'une érudite, abbesse de Montmartre, Marguerite de Rochechouart de Montpipeau (1665-1727), à qui deux voies importantes rendent hommage : le boulevard Marguerite-de-Rochechouart et la rue Marguerite-de-Rochechouart.
La majorité de son territoire est restée agricole jusqu'à la fin du XVIIIe siècle. Les premières constructions sont celles du quartier de la Nouvelle France, hameau créé en 1644 aux alentours de l'actuel square Montholon, le château Charolais construit en 1739-140 dont le domaine s'étendait entre les rues de Bellefond, de Rochechouart, de Dunkerque et du Faubourg-Poissonnière, la première église Notre-Dame-de-Lorette édifiée avant 1646 à l'emplacement actuel du n° 54 rue Lamartine qui desservait le quartier des Porcherons.   
Ce quartier avait une vocation alimentaire, du fait de l'abattoir de Rochechouart édifié en 1810, sur décision de Napoléon Ier qui voulait régler les questions de salubrité et d'hygiène dans Paris.

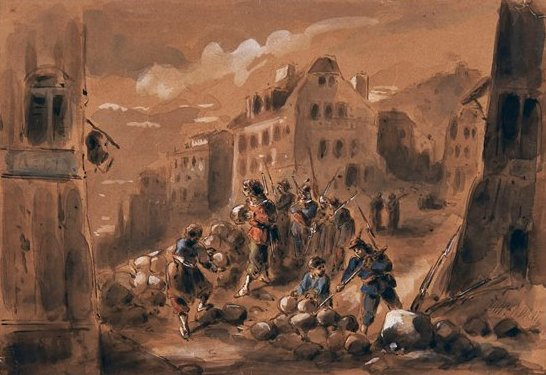
Une barricade de femmes au faubourg Rochechouard (sic), dessin à l'encre brune et à la gouache de Alexandre Dupendant représentant la Commune de Paris. Conservé au musée d'Art et d'Histoire de Saint-Denis.

Il avait également au XIXe siècle une vocation industrielle, avec la Compagnie parisienne de gaz, premier gazomètre de la capitale installé au sud de la rue Pétrelle.
Les importants ateliers de fournitures militaires Godillot recouvraient la totalité du quadrilatère limité par les rues de Rochechouart, Condorcet, Pétrelle, et du Faubourg-Poissonnière, et subirent un incendie le 30 juin 1895. L'industriel Alexis Godillot habitait lui-même un bel hôtel particulier au 56, rue Rochechouart.
Victor Hugo, Georges Bizet et Gustave Courbet, entre autres, vécurent dans le quartier.
Devenu très en vogue à la Belle Époque, le quartier possède plusieurs témoignages intacts de l'architecture de la fin du XIXe siècle.

## Sites particuliers
- Ancienne manufacture de pianos Pleyel ;
- Maison natale de Georges Bizet, 26 rue Louise-Émilie-de-La-Tour-d'Auvergne ;
- Maison d'Eugène Viollet-le-Duc, 68 rue Condorcet ;
- Maison d'Alexis Godillot, 56 rue Marguerite-de-Rochechouart;
- Cité Napoléon, 58-60 rue de Rochechouart, sur le modèle du phalanstère de Charles Fourier ;
- Collège-lycée Jacques-Decour (ancien lycée Rollin), 12 avenue Trudaine ;
- Lycée Lamartine, 12 rue du Faubourg-Poissonnière ;
- Maison de Camille Corot, 56 rue du Faubourg-Poissonnière ;
- Hôtel Titon, 58 rue du Faubourg-Poissonnière.

## Accès
Le quartier est desservi par la ligne 2 à la station de métro Anvers, par les lignes 2 et 4 à la station Barbès - Rochechouart, par la ligne 7 aux stations Poissonnière et Cadet ainsi que par la ligne 12 à la station Notre-Dame-de-Lorette.